# Vela nos Jogos Olímpicos de Verão de 2000 - Star
As provas da classe Star da vela nos Jogos Olímpicos de Verão de 2000 ocorreram entre 23 e 30 de setembro daquele ano na costa de Sydney, na Austrália. O programa compunha onze regatas. Para esta classe, houve 32 velejadores de 16 nações inscritas.

## Medalhistas
A dupla estadunidense Mark Reynolds e Magnus Liljedahl finalizou a competição em primeiro lugar, tendo vencido duas das sete regatas, e conquistou a medalha de ouro. A prata firmou-se com os britânicos Ian Walker e Mark Covell. Por fim, a medalha de bronze ficou com Torben Grael e Marcelo Ferreira, do Brasil.
|  | USA Estados Unidos             |  | GBR Grã-Bretanha       |  | BRA Brasil                    |
|  | Mark Reynolds Magnus Liljedahl |  | Ian Walker Mark Covell |  | Torben Grael Marcelo Ferreira |

## Resultados
Estes foram os resultados da competição:
| Pos.              | Tripulação                                  | I   | II  | III | IV  | V   | VI  | VII | VIII | IX  | X   | XI  | Total | Net  |
| ----------------- | ------------------------------------------- | --- | --- | --- | --- | --- | --- | --- | ---- | --- | --- | --- | ----- | ---- |
| Medalha de ouro   | USA Mark Reynolds & Magnus Liljedahl        | -14 | 3   | -10 | 5   | 6   | 10  | 1   | 2    | 4   | 1   | 2   | 58    | 34   |
| Medalha de prata  | GBR Ian Walker & Mark Covell                | 1   | -9  | -11 | 7   | 2   | 3   | 2   | 1    | 7   | 9   | 3   | 55    | 35   |
| Medalha de bronze | BRA Torben Grael & Marcelo Ferreira         | 3   | -13 | 1   | 2   | 1   | 6   | 7   | 4    | 12  | 3   | -17 | 69    | 39   |
| 4                 | BER Peter Bromby & Lee White                | 4   | -10 | 3   | 8   | 4   | 1   | -12 | 7    | 6.3 | 8   | 4   | 67.3  | 45.3 |
| 5                 | CAN Ross MacDonald & Kai Bjorn              | 7   | 5   | 13  | 4   | -14 | 5   | 3   | -17  | 5   | 5   | 1   | 79    | 48   |
| 6                 | NED Mark Neeleman & Jos Schrier             | 5   | 7   | 7   | -11 | 8   | 4   | -15 | 6    | 1   | 4   | 8   | 76    | 50   |
| 7                 | AUS Colin Beashel & David Giles             | 8   | 8   | 6   | 1   | 3   | 2   | 8   | 9    | -17 | -12 | 6   | 80    | 51   |
| 8                 | ESP José van der Ploeg & Rafael Trujillo    | 2   | 4   | -17 | 3   | 11  | 7   | 4   | 10   | 3   | 11  | -17 | 89    | 55   |
| 9                 | NZL Gavin Brady & Jamie Gale                | -16 | 1   | 5   | 9   | 5   | 15  | 6   | 5    | 2   | -16 | 9   | 89    | 57   |
| 10                | ITA Pietro D'Ali & Ferdinando Colaninno     | 9   | 2   | 8   | 6   | 13  | 12  | 10  | -17  | -17 | 2   | 17  | 113   | 79   |
| 11                | GRE Leonidas Pelekanakis & Dimitrios Boukis | 6   | 11  | -15 | -14 | 12  | 13  | 5   | 11   | 9   | 6   | 7   | 109   | 80   |
| 12                | GER Marc Aurel Pickel & Thomas Auracher     | 11  | 6   | 2   | 13  | 10  | 8   | 11  | 13   | 8   | -15 | -17 | 114   | 82   |
| 13                | SWE Mats Johansson & Leif Möller            | -12 | -16 | 9   | 12  | 9   | 11  | 9   | 8    | 10  | 7   | 10  | 113   | 85   |
| 14                | IRL Mark Mansfield & David O'Brien          | -15 | 12  | 12  | 10  | 7   | 9   | 13  | 3    | 11  | 13  | -17 | 122   | 90   |
| 15                | SUI Flavio Marazzi & Renato Marazzi         | 13  | 14  | 4   | -17 | -17 | -17 | 16  | 12   | 6   | 10  | 5   | 131   | 97   |
| 16                | ARG Eduardo Farre & Mariano Daniel Lucca    | 10  | -15 | 14  | 15  | -17 | 14  | 14  | 14   | 13  | 14  | 11  | 151   | 119  |